# رودریگو دی لازاری
رودریگو دی لازاری (به پرتغالی: Rodrigo De Lazzari) مدافع اهل برزیل است که در شهر کوریتیبا و در تاریخ ۱۰ دسامبر ۱۹۸۰ به دنیا آمده‌است.
رودریگو دی لازاری در تیم‌های فوتبال Malucelli سابقهٔ حضور دارد.